# Morcone
Morcone – miejscowość i gmina we Włoszech, w regionie Kampania, w prowincji Benewent.
Według danych na I 2009 gminę zamieszkiwało 5166 osób przy gęstości zaludnienia 51,5 os./1 km².